# Püttelshof
Püttelshof ist ein Gemeindeteil der kreisfreien Stadt Bayreuth in Oberfranken. Püttelshof liegt in der Gemarkung Wolfsbach.

## Geografie
Die Einöde ist seit den 1980er Jahren unbewohnt und mittlerweile abgebrochen. Sie befand sich südlich von Haus Nr. 36 der Hirschbaumstraße, einer Ortsstraße von Wolfsbach.

## Geschichte
Für den Markgräflichen „Urhof“ lassen sich dessen Besitzer sich bis 1559 zurückverfolgen. Zum Anwesen gehörte ein Sägewerk, das zugunsten neuer Wohnbebauung (Am Holzacker) abgerissen wurde.
Gegen Ende des 18. Jahrhunderts bestand Püttelshof aus einem Anwesen. Die Hochgerichtsbarkeit stand dem bayreuthischen Stadtvogteiamt Creußen zu. Das Hofkastenamt Bayreuth war Grundherr des Halbhofes. Püttelshof gehörte zur Realgemeinde Wolfsbach und erhielt des Haus–Nr. 1 dieses Ortes. Zu dem Anwesen gehörten 43 Tagewerk Land.
Von 1797 bis 1810 unterstand der Ort dem Justiz- und Kammeramt Bayreuth. Mit dem Gemeindeedikt wurde Püttelshof dem 1812 gebildeten Steuerdistrikt Oberkonnersreuth und der im gleichen Jahr gebildeten Ruralgemeinde Wolfsbach zugewiesen.
1852 brannte der Püttelshof ab, dessen Besitzer Bürgermeister der Gemeinde war. Dabei wurden die Gemeindeakten ein Raub der Flammen.
Am 1. Mai 1978 wurde Püttelshof im Zuge der Gebietsreform in Bayern nach Bayreuth eingemeindet.

### Einwohnerentwicklung
| Jahr      | 001799 | 001819 | 001822 | 001861 | 001871 | 001885 | 001900 | 001925 | 001950 | 001961 | 001970 | 001987 |
| Einwohner | 8      | 7      | 8      | 9      | 9      | 10     | 6      | 7      | 5      | 6      | 2      | 0      |
| Häuser    | 1      |        | 1      |        |        | 1      | 1      | 1      | 1      | 1      |        | 1      |
| Quelle    | [ 6 ]  | [ 9 ]  | [ 7 ]  | [ 10 ] | [ 11 ] | [ 12 ] | [ 13 ] | [ 14 ] | [ 15 ] | [ 16 ] | [ 17 ] | [ 1 ]  |

## Religion
Püttelshof war evangelisch-lutherisch geprägt und nach Sankt Johannis (Bayreuth) gepfarrt.